# Racing Club Portuense
Maillots
Racing Club Portuense est un club espagnol de football basé à El Puerto de Santa María et fondé le 10 février 1928.